# Berkay Sülüngöz
Berkay Sülüngöz (* 22. März 1996) ist ein schweizerisch-türkischer Fussballspieler.

## Karriere
Sülüngöz trat 2001 mit fünf Jahren dem FC Solothurn bei, wo er von den Junioren F bis zur Coca Cola Junior League A spielte. Im Juli 2013 stieg er in die erste Mannschaft auf, die zu diesem Zeitpunkt in der 1. Liga spielberechtigt war. Während zwei Saisons kam er auf total 47 Einsätze, in denen ihm vier Treffer gelangen.
Anlässlich eines Trainingslagers auf Gran Canaria, wurde Sülüngöz von Verantwortlichen des FC Basel beobachtet, die ihm die Chance gaben, in der zweiten Mannschaft des FC Basel zu spielen. Somit wechselte er zur Saison 2015/16 zur U21-Mannschaft des FC Basel in die Promotion League. In seiner ersten Saison kam er auf 18 Einsätze und konnte seine Leistungen soweit abrufen, dass er von Urs Fischer am 32. Spieltag der Super League gegen den FC Zürich ins Kader der ersten Mannschaft aufgenommen wurde. Dies wiederholte sich an den letzten drei Spieltagen, er kam jedoch zu keinem Einsatz. In seiner zweiten Saison folgten weitere 19 Einsätze für die zweite Mannschaft.
Zur Saison 2017/18 wechselte Sülüngöz zum Aufsteiger der Challenge League, dem FC Rapperswil-Jona, wo er einen Einjahresvertrag unterzeichnete. Bereits nach einer Saison, in der er auf 25 Einsätze kam, verkündete der FC Rapperswil-Jona, dass man auf eine Vertragsverlängerung verzichte. Am 4. Juni 2018 vermeldete dann der Liechtensteiner Verein FC Vaduz, dass man Sülüngöz für zwei Jahre bis zum Juni 2020 verpflichtet habe. Dort wurde sein Vertrag nach Ablauf nicht verlängert und der Schweizer ist seitdem ohne neuen Verein.

## Erfolge
- Liechtensteiner Pokalsieger: 2019